# May Hallatt
May Hallatt (* 1. Mai 1876 in Scarborough, England; † 20. Mai 1969 in London; eigentlich Marie Effie Hullatt) war eine britische Theater- und Filmschauspielerin.

## Leben
May Hallatt wurde 1876 als Marie Effie Hullatt in Scarborough, England, geboren. Nach ihrer Ausbildung zur Schauspielerin trat sie häufig auf den Theaterbühnen Londons auf. Durch ihre kleine Statur und ihr eher unscheinbares, jedoch charismatisches Äußeres war sie bald auch als Charakterdarstellerin beim Film gefragt. Ab 1934 war sie in einer Reihe von britischen Filmen zu sehen. 
Ihre vielleicht bekannteste Rolle hatte sie in dem Filmdrama Die schwarze Narzisse (1947) als indische Haushälterin Angu Ayah an der Seite von Deborah Kerr. 1958 spielte sie erneut neben Kerr in dem preisgekrönten US-amerikanischen Filmdrama Getrennt von Tisch und Bett, das auf dem gleichnamigen Bühnenstück von Terence Rattigan basiert. In ihrer Rolle der zynischen Miss Meacham war sie die Einzige innerhalb der Starbesetzung, die ihre Rolle bereits am Theater in London und auch am New Yorker Broadway gespielt hatte. 1965 zog sie sich aus dem Filmgeschäft zurück. Hallatt starb 1969 im Alter von 93 Jahren in London. 

## Filmografie (Auswahl)
- 1934: Important People
- 1939: The Lambeth Walk
- 1939: Der Würger (The Dark Eyes of London)
- 1947: Die schwarze Narzisse (Black Narcissus)
- 1949: Der Meisterdieb von Paris (The Spider and the Fly)
- 1952: Der Unwiderstehliche (The Card) – nicht im Abspann
- 1952: Ivanhoe – Der schwarze Ritter (Ivanhoe) – nicht im Abspann
- 1953: Der königliche Rebell (Rob Roy, the Highland Rogue)
- 1954: Sein größter Bluff (The Million Pound Note) – nicht im Abspann
- 1955: The Gold Express
- 1958: Des Pudels Kern (The Horse’s Mouth) – nicht im Abspann
- 1958: Getrennt von Tisch und Bett (Separate Tables)
- 1959: Der Weg nach oben (Room at the Top) – nicht im Abspann
- 1961: Follow That Man
- 1961: Dangerous Afternoon
- 1963: Schule des süßen Lebens (Bitter Harvest)